# Un'emergenza d'amore
Un'emergenza d'amore è un brano musicale della cantante italiana Laura Pausini. È il primo singolo che anticipa l'uscita dell'album La mia risposta del 1998, trasmesso in radio l'11 settembre 1998.
Il 17 ottobre 1998 Un'emergenza d'amore è tra i brani più trasmessi in radio.

## Descrizione
La musica è composta da Eric Buffat; il testo è scritto da Laura Pausini, Cheope e Massimo Pacciani; l'adattamento spagnolo è di Laura Pausini, Carlos Pixin, León Tristán.
La canzone viene tradotta in lingua spagnola con il titolo Emergencia de amor, inserita nell'album Mi respuesta ed estratta come 1° singolo in Spagna e in America Latina.
I 2 brani vengono trasmessi in radio; vengono realizzati i 2 videoclip.
Il brano italiano raggiunge la seconda posizione dei più trasmessi in radio.

## Il video
Il videoclip della canzone (in lingua italiana e in lingua spagnola) è stato diretto dal regista Norman Watson ed è stato girato da una parte a Los Angeles in California e dall’altra nel deserto del Marocco. Il video, presentato in anteprima il 28 settembre 1998 su Italia 1, vede come ospite il ciclista Marco Pantani.
I 2 videoclip vengono inseriti in una VHS promozionale per i giornalisti (non in vendita) allegata al CD La mia risposta - Promo Box Edition e Mi respuesta - Promo Box Edition.
Nel 1999 i 2 videoclip vengono inseriti nelle 2 VHS Video collection 93-99. Inoltre viene inserito il Making of the video.

## Tracce
CDS - Promo 00012 Warner Music Italia (1998)
1. Un'emergenza d'amore

CDS - Promo 04198 Warner Music Brasile (1998)
1. Un'emergenza d'amore

CDS - 639842476096 Warner Music Italia (1998)
1. Un'emergenza d'amore
2. Un'emergenza d'amore (Instrumental)

CDS - Promo 00013 Warner Music Spagna (1998)
1. Emergencia de amor

CDS - Promo 1160 Warner Music Messico (1998)
1. Emergencia de amor

CDS - Promo 00813 Warner Music Colombia (1998)
1. Emergencia de amor

CDS - Promo 98021 Warner Music Argentina (1998)
1. Emergencia de amor

CDS - 3984247642 Warner Music Italia (1998)
1. Un'emergenza d'amore (Radio Edit)
2. Un'emergenza d'amore (Instrumental)
3. Ascolta il tuo cuore (Remix)
4. Angeles en el cielo

CDS - 1150 Warner Music Italia (1998)
1. Un'emergenza d'amore (Rob's Rock)
2. Un'emergenza d'amore (Rob's House)
3. Un'emergenza d'amore (Club Radio)
4. Un'emergenza d'amore (Club Ext)

CDS - 1153 Warner Music Colombia (1998)
1. Emergencia de amor (Rob's Rock)
2. Emergencia de amor (Rob's House)
3. Emergencia de amor (Club Radio)
4. Emergencia de amor (Club Ext)

45 giri - 06000832 Warner Music Italia (1998)
1. Un'emergenza d'amore (Laura Pausini)
2. The boy is mine (Brandi & Monica)

CDS - 3984264782 Warner Music Germania (1999)
1. In assenza di te (Dave's Radio Mix)
2. In assenza di te (Album Version)
3. In assenza di te (Dave's Club Mix)
4. Un'emergenza d'amore (Rob's Rock Remix)

CDS - Warner Music Latin (1999)
1. En ausencia de ti (Dave's Radio Mix)
2. In assenza di te (Album Version)
3. In assenza di te (Dave's Club Mix)
4. Un'emergenza d'amore (Rob's Rock Remix)

CDS - 3984261749 Warner Music Italia (1999)
1. In assenza di te
2. Un'emergenza d'amore (Rob's Rock)

CDS - 3984261762 Warner Music Spagna (1999)
1. En ausencia de ti
2. Emergencia de amor (Rob's Rock)

Download digitale
1. Un'emergenza d'amore
2. Emergencia de amor

## Pubblicazioni
Un'emergenza d'amore viene inserita anche nell'album The Best of Laura Pausini - E ritorno da te del 2001; in versione Live nel DVD Live 2001-2002 World Tour del 2002 (video), negli album Live in Paris 05 del 2005 (audio e video), San Siro 2007 del 2007 (video), Laura Live World Tour 09 del 2009 (audio e video), Laura Live Gira Mundial 09 del 2009 (video), 20 - The Greatest Hits/20 - Grandes Exitos del 2013 (audio) e Fatti sentire ancora/Hazte sentir más del 2018 (Medley Rock video).
Emergencia de amor viene inserita anche nell'album Lo mejor de Laura Pausini - Volveré junto a ti del 2001; in versione Live nell'album Laura Live Gira Mundial 09 del 2009 (audio).

## Crediti
- Laura Pausini: voce
- Alex Richbourg: programmazione
- Eric Buffat: programmazione, tastiera, cori
- Dado Parisini: tastiere
- Michael Landau: chitarra elettrica, sitar
- Nathan East: basso
- Luca Jurman: cori
- Emanuela Cortesi: cori

## Classifiche
Posizioni massime
| Classifica (1998)            | Posizione |
| ---------------------------- | --------- |
| Italia                       | 8         |
| Nicaragua                    | 5         |
| Paesi Bassi                  | 77        |
| Stati Uniti (Latin Song)     | 23        |
| Stati Uniti (Latin Pop Song) | 8         |
| Svizzera                     | 43        |